# True to Your Heart
"True to Your Heart" é o segundo single dos 98 Degrees do álbum 98 Degrees and Rising, contendo a parceria de Stevie Wonder. A canção foi gravada e é um dos temas principais do animado de longa metragem Mulan da Disney. O single falhou em entrar nas paradas estadunidenses, mas conseguiu entrar nas principais paradas europeias.

## Vídeo clipe
O vídeo mostra o grupo entrando em um metrô, enquanto uma moça chinesa está saindo. Atraídos pela beleza da moça, eles decidem seguí-la. Entrando em uma loja de artigos oriental, o grupo passa a flertá-la, quando Stevie Wonder aparece em uma poltrona unindo-se ao quarteto. Ao longo do videoclipe aparece cenas do filme Mulan.

## Lista de faixas
| Single Padrão  |                                                |         |  |
| N.º            | Título                                         | Duração |  |
| 1.             | "True to Your Heart" (featuring Stevie Wonder) | 4:15    |  |
| 2.             | "True to Your Heart" (Instrumental)            | 4:15    |  |
| Duração total: | Duração total:                                 | 8:30    |  |

| Maxi-Single    |                                                |         |  |
| N.º            | Título                                         | Duração |  |
| 1.             | "True to Your Heart" (featuring Stevie Wonder) | 4:15    |  |
| 2.             | "True to Your Heart" (Instrumental)            | 4:15    |  |
| 3.             | "True to Your Heart" (98° Vocal Version)       | 4:15    |  |
| Duração total: | Duração total:                                 | 12:45   |  |

## Desempenho nas paradas
| Paradas (1998)  | Melhores posições |
| --------------- | ----------------- |
| Single Top 100  | 13                |
| Top 100 Singles | 7                 |
| Singles Top 100 | 11                |
| Singles         | 4                 |